# Amphiope bioculata
Espèce
Synonymes
- Scutella bioculata des Moulins, 1935[1]

Amphiope bioculata est une espèce éteinte d'oursins de la famille des Astriclypeidae, ayant vécu au Miocène.

## Systématique
L'espèce Amphiope bioculata a été initialement décrite en 1835 par le botaniste et malacologiste français Charles des Moulins (1798–1875) sous le protonyme de Scutella bioculata. En 1840, Louis Agassiz la reclasse dans le genre Amphiope.

## Liste des sous-espèces
Selon World Register of Marine Species (12 septembre 2021) :
- sous-espèce † Amphiope bioculata bentivegnae Desio, 1934
- sous-espèce † Amphiope bioculata pelatensis Fabre, 1933